# Верзарій-де-Сус
Верзарій-де-Сус (рум. Vărzarii de Sus) — село у повіті Біхор в Румунії. Адміністративно підпорядковане місту Вашкеу.
Село розташоване на відстані 359 км на північний захід від Бухареста, 80 км на південний схід від Ораді, 89 км на захід від Клуж-Напоки, 127 км на північний схід від Тімішоари.

## Населення
За даними перепису населення 2002 року у селі проживали 168 осіб, усі — румуни. Усі жителі села рідною мовою назвали румунську.